# Riviera FI
Riviera FI, Riviera friidrott, är en friidrottsförening i Piteå, grundad 1976.
Kulstötaren Helena Engman, som tagit flera SM-guld, tävlade för klubben.